# Соколов, Николай Александрович (священномученик)
Николай Александрович Соколов (1877—1937) — протоиерей Русской православной церкви, канонизирован как священномученик.

## Биография
Родился 20 марта (1 апреля) 1877 года в селе Андреевское, Рузского уезда Московской губернии в семье пономаря.
В 1892—1898 годах обучался в Московской духовной семинарии; затем был определён учителем церковно-приходской школы в селе Крымское Верейского уезда, где в Преображенской церкви епископом Дмитровским Нестором 2 сентября 1899 года был рукоположен во священника. Был назначен заведующим церковно-приходской школы, а также законоучителем земской школы того же села. В 1902—1909 годах был законоучителем в Якшинской земской школе, затем — в земской школе села Наро-Осаново. В 1911 году был избран в правление Звенигородского духовного училища.
В 1924 году был возведён в сан протоиерея, в 1931 году награждён митрой; в 1930-х годах был благочинным церквей Верейского и Можайского районов.
В 1931 году был первый раз арестован, на месяц. Второй раз был арестован 11 октября 1937 года; заключён сначала в можайскую тюрьму, затем в московскую Таганскую тюрьму. Был осуждён тройкой НКВД за «контрреволюционную антисоветскую агитацию» 28 октября и 31 октября расстрелян на Бутовском полигоне.

## Канонизация
Причислен к лику святых новомучеников Российских постановлением Священного Синода. Память в РПЦ в день его мученической кончины 18 октября, в Соборе новомучеников и исповедников Российских и в Соборе Бутовских новомучеников.